# Aplopsis henryi
Aplopsis henryi är en skalbaggsart som beskrevs av Britton 1957. Aplopsis henryi ingår i släktet Aplopsis och familjen Melolonthidae. Inga underarter finns listade i Catalogue of Life.